# Feulgenreaktion

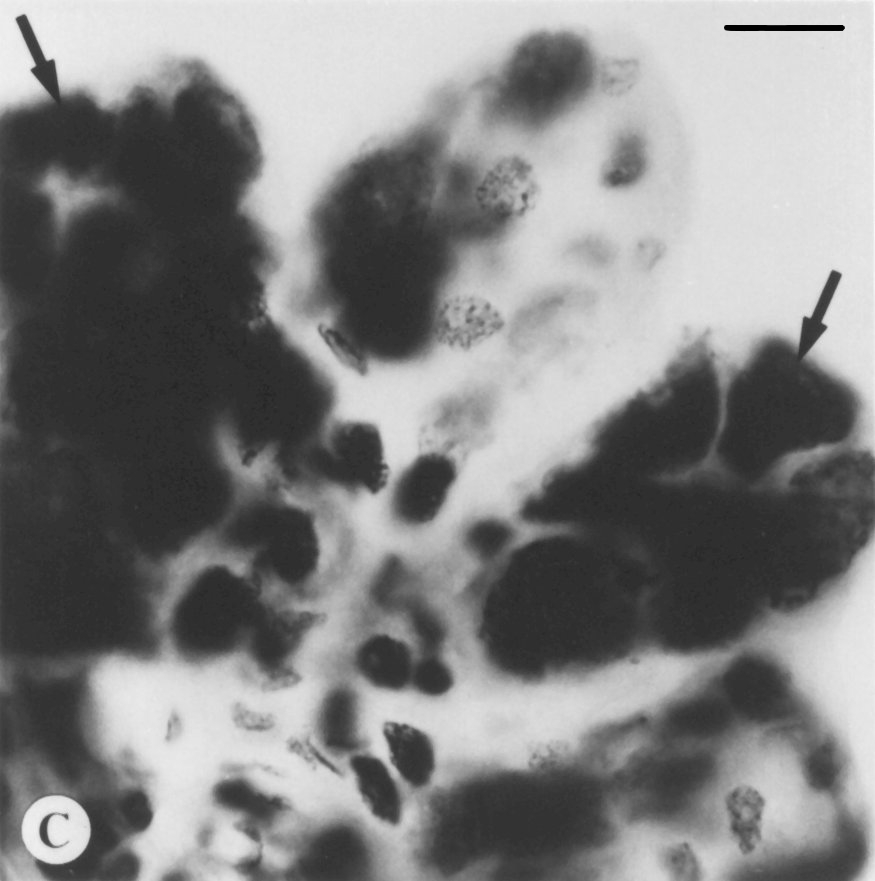
Feulgenreaktion in Speicheldrüsen von Deer-Tick-Virus-infizierten Zecken.

Der Nachweis nach Feulgen und Rossenbeck, oder kurz die Feulgenreaktion, ist eine von Joachim Wilhelm Robert Feulgen 1924 mitentwickelte histochemische Methode zum Nachweis von Desoxyribonukleinsäure (DNA).
Zunächst wird in der zu analysierenden Probe (Gewebeprobe, Probe von Mikroorganismen) die DNA durch Salzsäure hydrolysiert, wobei die Molekülverbindungen von Base und Zucker getrennt werden. Es entstehen freie Aldehydgruppen. Die Aldehyde ergeben mit fuchsinschwefliger Säure (Schiffs Reagenz) eine rotviolette Färbung.
Eine Erkennung dieser DNA-Reste ist nun unter dem Mikroskop möglich. Optional kann mit Lichtgrün SF gegengefärbt werden.